# Wokowice
Wokowice est un village de Pologne, situé dans la gmina de Brzesko, dans le Powiat de Brzesko, dans la Voïvodie de Petite-Pologne dans le Sud de la Pologne.